# Узин, Иван Александрович
Иван Александрович Узин — советский военный, государственный и политический деятель, генерал-майор.

## Биография
Родился в 1903 году в деревне Колышки. Член КПСС с 1932 года.
С 1925 года — на военной службе, общественной и политической работе. В 1925—1961 гг. — на политической работе и командных должностях в Белорусском и Дальневосточном военных округах, выпускник Военно-политической академии, инструктор, начальник политотдела 2-й Отдельной Краснознаменной армии, начальник оргинструкторского отдела Политуправления, заместитель начальника Политуправления Дальневосточного фронта, на политработе, начальник Военно-медицинской академии, Член Военного Совета — начальник политуправления Белорусского военного округа.
Делегат XX съезда КПСС.
Умер в 1973 году.